# Timothée de Milet
Pour les articles homonymes, voir Timothée.
Timothée de Milet (Milet, v. -446 - Pella -357) était un compositeur et citharède grec des Ve – IVe siècles av. J.-C.. Grand innovateur dans le domaine de la poésie et de la musique antiques, il passe pour avoir ajouté une ou plusieurs cordes à la lyre, et avoir produit par là des effets d'harmonie inconnus jusqu'alors. Il a fait partie de la cour du roi Archélaos Ier de Macédoine, avec Euripide.

## Enseignement
Quintilien rapporte que Timothée de Milet exigeait double salaire de ses élèves lorsqu'ils avaient déjà été formés par un autre maître : en effet, il avait alors la lourde tâche de leur faire désapprendre ce qu'ils avaient appris, pour faire "place nette" avant de leur inculquer sa propre doctrine. L'anecdote passa ensuite chez Rabelais, au chapitre 23 de Gargantua :
« Ponocrates lui fit aussi oublier tout ce qu'il avait appris avec ses anciens précepteurs, comme faisait Timothée avec ceux de ses disciples qui avaient été formés par d'autres musiciens. ». 
Plutarque fait référence par deux fois à Timothée : quatre de ses vers cités dans l'une des Œuvres morales ; dans Comment se louer soi-même sans exciter l’envie, : « Que ne fus-tu heureux, Timothée, quand le héraut proclama : Timothée de Milet a vaincu le fils de Camon, dont les accents avaient tant de pouvoir ! ». Dans De la superstition, Plutarque rapporte que lors d'une représentation de Timothée de Milet, alors qu'il insultait Artémis, Cinésias se leva au milieu des spectateurs, et lui souhaita avec moquerie d'avoir une fille qui lui ressemble.

## Dithyrambes
Timothée composa 18 dithyrambes. L'un d'eux, intitulé Ajax furieux, fut retrouvé (en partie) sur un papyrus. Ce dithyrambe, composé autour de 360 av. J.-C., fut représenté aux Grandes Dionysies athéniennes : joué par l'aulète Timothée de Thèbes et le chœur d'enfants de la tribu attique de Pandion, il obtint le prix. Ce fut la première victoire de la carrière de Timothée de Thèbes.

## Nomes
Timothée de Milet composa 18 ou 19 nomes, chants monodiques en l'honneur d'Apollon. Le nome intitulé Niobé est célèbre pour la citation d'un de ses vers ("Je viens. Pourquoi m'appelles-tu ?") qu'en fit le philosophe Zénon de Kition avant de mourir. En 1902 fut découvert à Abousir (antique Bousiris) un papyrus du IVe siècle av. J.-C.
contenant 175 vers ou plutôt côla d'un autre nome de Timothée, intitulé Les Perses et retraçant la bataille de Salamine.